# سبعة (ألبوم)
سبعة (بالإنجليزية: Seven)‏ هو ثاني الألبومات الموسعة للموسيقي الهولندي مارتن غاركس. تم إصداره في 28 أكتوبر 2016 عبر ستمبد ركردز. يتميز الألبوم بالتعاون مع مجموعة كبيرة من الفنانين أمثال ميستو وجاي هاردواي وجوليان جوردان وماتيس وسادكو وفلوريين بيكاسو، بالإضافة إلى مساهمات جورجيو توينفورت في كتابة الأغاني. جاء صدور الأغاني على شكل واحدة يوميًا بين 15 و21 أكتوبر 2016.